# Loi du 30 janvier 1934
La loi du 30 janvier 1934 ou loi pour la reconstruction du Reich (en allemand : Gesetz über den Neuaufbau des Reichs) a rendu centralisé le Reich allemand, qui était auparavant fédéré en États autonomes (Länder). En vertu de cette législation modifiant la Constitution de Weimar, mise en œuvre par le régime nazi lors de la Gleichschaltung et adoptée par le Reichstag, la « fédération des Pays allemands » est remplacée par l'« État centralisé de la Nation germanique »,,,.

## Contenu
Avec la loi, la souveraineté des États fédérés a été éliminée et les Länder ont été soumis directement à l'autorité du gouvernement du Reich. Déjà en 1932, le gouvernement régional social-démocrate de l'État libre de Prusse, le plus grand État allemand, avait été dissout par le coup de Prusse (Preußenschlag) pris par Franz von Papen, à l'époque chancelier du Reich. Depuis l'adoption de la loi des pleins pouvoirs le 24 mars 1933, le gouvernement du Reich a agi en qualité de pouvoir législatif. La loi pour la reconstruction du Reich rendait inutile le Reichsrat représentant les États fédérés qui a été supprimé par la loi du 14 février 1934.
La loi signée par Paul von Hindenburg, président du Reich, le chancelier Hitler et le ministre de l'intérieur Wilhelm Frick est constituée de 6 articles,.

### Article premier.
Les assemblées parlementaires (Landtage) des Länder sont supprimées. 

### Article 2.
a) Les droits souverains des Länder sont transférés au Reich ; 

b) les gouvernements des Länder sont soumis au gouvernement du Reich.

### Article 3.
Les gouverneurs du Reich Reichsstatthalter sont les subordonnés du ministre de l'Intérieur du Reich.

### Article 4.
Le gouvernement du Reich peut créer un nouveau droit constitutionnel.

### Article 5.
Le ministre de l'Intérieur du Reich prendra toutes les ordonnances et décrets assurant l'exécution de la loi.

### Article 6.
La loi entre en vigueur le jour de sa promulgation.

## Citoyenneté
En ce qui concerne la citoyenneté, la compétence exclusive des États fédérés d'accorder la nationalité prussienne, bavaroise etc. a disparu avec la suppression de leur souveraineté. Le règlement du 5 février 1934 introduit pour la première fois une nationalité allemande uniforme qui est toujours valable aujourd'hui.